# 백양중학교 (부산)
백양중학교(白楊中學校)는 대한민국 부산광역시 북구 만덕동에 있는 공립 중학교이다.

## 학교 연혁
- 1984년 12월 29일 : 백양중학교 8학급 설립인가
- 1985년 3월 1일 : 초대 한원일 교장 취임
- 1985년 3월 5일 : 제1회 입학식
- 1988년 2월 12일 : 제1회 졸업식(522명)
- 1995년 11월 1일 : 태권도 교기 지정
- 2003년 3월 20일 : 교사증축 공사 완공(강당·특별실)
- 2005년 3월 1일 : 부산광역시교육청지정 심화보충형교육과정 1년간 연구학교 운영
- 2010년 3월 1일 : 부산광역시교육청지정 학교문화예술교육 연구학교 운영
- 2012년 3월 1일 : 과목중점형(수학, 과학)교과교실제 운영학교 선정, 청소년단체 연구시범학교 운영지정(1년간)
- 2013년 4월 1일 : 자유학기제 정책 연구학교 운영(3년간)
- 2020년 3월 1일 : 부산광역시교육청 지정 소프트웨어 선도학교 재지정(1년간)
- 2024년 9월 1일 : 제18대 유현옥 교장 부임
- 2025년 2월 6일 : 제38회 졸업식(졸업생 152명, 총 졸업생 수 14,722명)
- 2025년 3월 4일 : 제41회 입학식(신입생 162명)

## 참고 자료
- 백양중학교 - 한국교육학술정보원 학교알리미